# Roosdaal
Roosdaal är en kommun i Belgien.   Den ligger i provinsen Flamländska Brabant och regionen Flandern, i den centrala delen av landet, 19 km väster om huvudstaden Bryssel. Antalet invånare är 11 257.
Omgivningarna runt Roosdaal är en mosaik av jordbruksmark och naturlig växtlighet. Runt Roosdaal är det tätbefolkat, med 297 invånare per kvadratkilometer.